# Bevolking van Aruba
Dit artikel gaat over de Bevolking van Aruba.

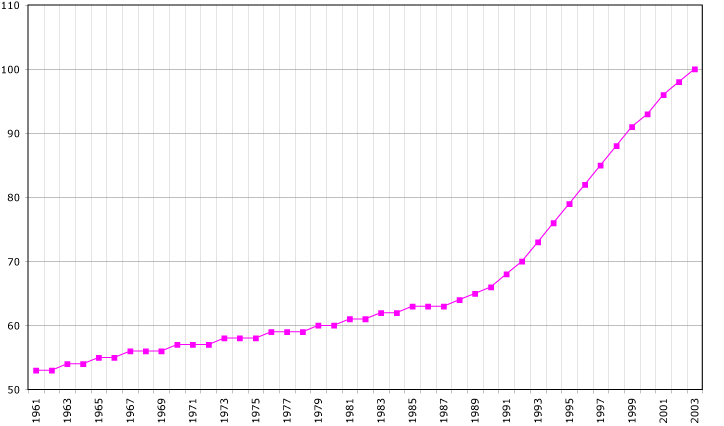
Bevolking van Aruba in duizendtallen, 1961-2003

Inwoners: 103.065 (juli 2009).
Leeftijdsopbouw:
- 0-14 jaar 19,1% (man 9,921%, vrouw 9,758%)
- 15-64 jaar 70,3% (man 34,676%, vrouw 37,752%)
- 65 jaar en ouder 10,6% (man 4,531, vrouw 6,607%)

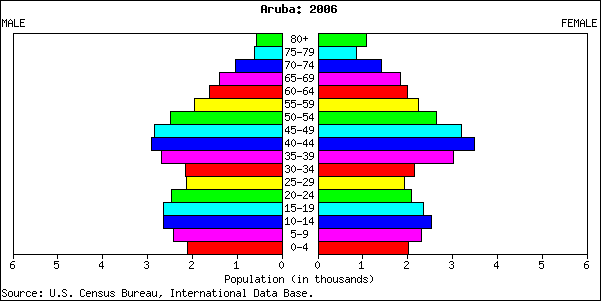
Bevolkings piramide van Aruba

Gemiddelde leeftijd:
- Totaal: 37,8 jaar
- Man: 36 jaar
- Vrouw: 39,5 jaar

Bevolkingsgroei: 1,478%
Levensverwachting:
- Totaal: 75,28 jaar
- Man: 72,25 jaar
- Vrouw: 78,38 jaar

Nationaliteit: Nederlandse
Religie:
- Rooms-katholiek 80,8%
- Evangelisch 4,1%
- Protestant 2,5%
- Jehova's getuigen 1,5%
- Methodisme 1,2%
- Jood 0,2%
- Ander geloof 5,1%
- Geen of onbekend geloof 5,3%

Talen:
- Papiaments 66,3%
- Spaans 12,6%
- Engels 7,7%
- Nederlands 5,8%